# Torshamns kommun
Tórshavns kommun (färöiska: Tórshavnar kommuna), ibland försvenskat till Torshamns kommun, är en kommun på Färöarna, och den största i ögruppen till både yta och invånarantal. Den omfattar huvudstadsområdet med huvudstaden Tórshavn, samt orterna Hoyvík, Argir, Hvítanes, Kaldbak, Kaldbaksbotnur, Kollafjørður, Kirkjubøur, Velbastaður, Norðradalur, Sund, Syðradalur, Oyrareingir, Signabøur, Hestur, Koltur och Nólsoy. Kommunen hade 20 382 invånare vid folkräkningen 2015.
Totalt finns det 650 båtplatser i kommunen, varav de flesta i Tórshavn och Argir (sammanlagt 520 platser).

## Befolkningsutveckling
| Befolkningsutvecklingen i Torshamns kommun 1985–2015 | Befolkningsutvecklingen i Torshamns kommun 1985–2015 | Befolkningsutvecklingen i Torshamns kommun 1985–2015 | Befolkningsutvecklingen i Torshamns kommun 1985–2015 | Befolkningsutvecklingen i Torshamns kommun 1985–2015 |
| ---------------------------------------------------- | ---------------------------------------------------- | ---------------------------------------------------- | ---------------------------------------------------- | ---------------------------------------------------- |
|                                                      |                                                      |                                                      |                                                      |                                                      |
| År                                                   |                                                      |                                                      | Folkmängd                                            |                                                      |
| 1985                                                 | 1985                                                 |                                                      | 16 301                                               |                                                      |
| 1990                                                 | 1990                                                 |                                                      | 17 613                                               |                                                      |
| 1995                                                 | 1995                                                 |                                                      | 16 524                                               |                                                      |
| 2000                                                 | 2000                                                 |                                                      | 18 069                                               |                                                      |
| 2005                                                 | 2005                                                 |                                                      | 19 200                                               |                                                      |
| 2010                                                 | 2010                                                 |                                                      | 19 845                                               |                                                      |
| 2015                                                 | 2015                                                 |                                                      | 20 382                                               |                                                      |
|                                                      |                                                      |                                                      |                                                      |                                                      |

## Politik
Kommunens invånare väljer i november vart fjärde år ett kommunstyre, ofta omnämnt som stadsstyre (býráð), för kommunen. Kommunstyret tillträder den 1 januari året därpå.
Senaste kommunstyresvalet genomfördes den 13 november 2012.
| Partier | Röster | Röster | Procent | Procent | Mandat | Mandat |
| Partier | Antal  | ±      | %       | ±       | Antal  | ±      |
| --- | ------ | ------ | ------- | ------- | ------ | ------ |
| A – Fólkaflokkurin                                                                                             | 1 757  | −500   | 15,8    | −6,2    | 2      | −1     |
| B – Sambandsflokkurin                                                                                          | 1 127  | −23    | 10,1    | −1,1    | 1      | ±0     |
| C – Javnaðarflokkurin                                                                                          | 4 603  | +1 314 | 41,3    | +9,2    | 7      | +2     |
| D – Sjálvstýrisflokkurin                                                                                       | 208    | −331   | 1,9     | −3,4    | 0      | ±0     |
| E – Tjóðveldi                                                                                                  | 2 508  | −162   | 22,5    | −3,6    | 3      | −1     |
| F – Framsókn                                                                                                   | 649    | +649   | 5,8     | +5,8    | 0      | ±0     |
| H – Miðflokkurin                                                                                               | 286    | +52    | 2,6     | +0,3    | 0      | ±0     |
| Övriga | 0      | −76    | 0       | −0,7    | 0      | ±0     |
| Totalt | 11 138 |        | 100,0   |         | 13     |        |
| Borgmästare: Heðin Mortensen (C) 1:a viceborgmästare: Jógvan Arge (E) 2:a viceborgmästare: Elin Lindenskov (C) |        |        |         |         |        |        |